# 孟德斯鸠 (洛特-加龙省)
孟德斯鸠（法語：Montesquieu，法語發音：[mɔ̃tɛskjø]）是法国洛特-加龙省的一个市镇，属于内拉克区。法国啟蒙時期思想家及律師孟德斯鸠及其家族即得名于此。

## 地理
孟德斯鸠（44°12'6"N, 0°26'15"E）面积25.53 平方千米，位于法国新阿基坦大区洛特-加龍省，该省份为法国西南部内陆省份，北起多爾多涅省，西接吉倫特省和朗德省，南至热尔省，东临塔恩-加龙省和洛特省。
与孟德斯鸠接壤的市镇（或旧市镇、城区）包括：布吕什、克莱蒙代苏、埃斯皮安、欧维尼翁河畔蒙塔尼亚克、圣伊莱尔-德吕西尼昂、圣洛朗、加龙河畔塞里尼亚克。
孟德斯鸠的时区为UTC+01:00、UTC+02:00（夏令时）。

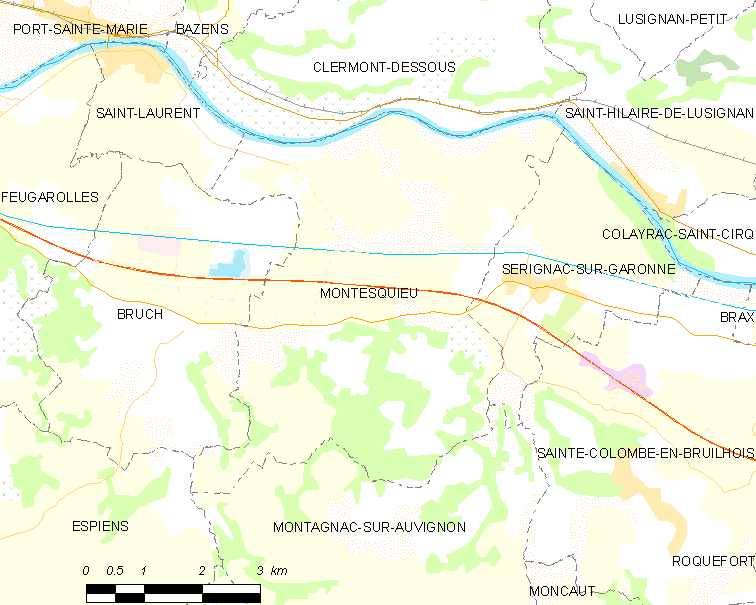
孟德斯鸠的OSM定位图

## 行政
孟德斯鸠的邮政编码为47130，INSEE市镇编码为47186。

## 政治
孟德斯鸠所属的省级选区为拉瓦达克县。

## 人口

1962-2008年间孟德斯鸠人口变化图示

孟德斯鸠于2022年1月1日时的人口数量为744人。